# مديرية مشرعة وحدنان

تعديل مصدري - تعديل

مديرية مشرعة وحدنان إحدى مديريات محافظة تعز. بلغ عدد سكانها 24544 نسمة عام 2004.
تقع جنوب مدينة تعز على بعد حوالي (22 كيلومتراً) تقريباً، تحيط بها من الشمال مديريةالمظفر ومن الشرق مديرية صبر الموادم، ومن الجنوب مديرية المسراخ، ومن الغرب منطقتي ادود وبرداد التابعتين لمديرية صبر الموادم وكذا عزلة طالوق التابعة لمديرية المسراخ وتبلغ مساحتها 14.8 كم2، أما عدد السكان: 24.708 نسمة.
الصناحف.يوجد فيها أفضل أنواع القات وهي أول منطقة بدأت بزراعة القات في اليمن قبل800سنة.

## معلومات عامة
- المساحة: 5.7 ميل مربع (14.8 كم²)
- التعداد السكاني: 24,708 نسمه

مديرية مشرعة وحدنان هي أحد المديريات التابعة لجبل صبر وتنقسم إلى عزلتين الأولى مشرعة والثانية حدنان. تشمل مديرية مشرعة العديد من القرى مثل الصناحف والمسالية ونجد مشرعة القُبَلَة وحطاب ونبيح والمجيرين وادي الوجيه. أما مديريه حدنان فتشمل العديد من القرى مثل الميهال وحدنان وذي عنقب والمحرس عدن ديمة والكشار ونمة والحجف وقرية الرحبة وحدابة.قرية الجدلين وتقع ما بين حدنان وحدابة
تتميز مديرية مشرعة وحدنان بموقعها الجغرافي في أعلى جبل صبر مطله على الجزء الجنوبي الغربي لمدينة تعز يحدها شرقاً مديرية صبر الموادم وغرباً مديريه صبر المسراخ.
.حيث تنقسم مديريه مشرعه وحدنان إلى عزلتين وكل عزله لها مجموعه من القرى
حيث ان مشرعه يوجد بها قرى كثيره منها الصناحف والنجد والوادي وميهال والمساليه والصرحات اما حدنان فهي تتمتع بعد كبير من القرى منها
قريه المناره والرجحة وميهال حدنان وذي عنقب ووادي المشارقة وقريه العباسيين (وادي المدار)والمحرس ونمه
وتتمتع مديريه مشرعه وحدنان بتنوع المحاصيل الزراعية
كما تتمتع بجمال الطبيعة الخلابة

## التقسيم الإداري
تتكون إدارياً من (عزلتين فقط هما (مشرعة) و(حدنان) وفيهما 18 قرية و53 محلة. وتعتبر عزلة حدنان أكثر سكاناً (12.441) نسمة، وأكبر مساحة (8 كم2) حسب تعداد 2004م، ففيها عشر قرى و25 محلة، بينما عزلة مشرعة (8 قرى و28 محلة)، ويقع مركز المديرية في صِـيْـنة مشرعة وحدنان.
وتعتبر مديرية مشرعة وحدنان هي اصغر مديرية في محافظة تعز

## المزارات الأثرية
تتميز المديرية بموقعها على الجزء الشمالي من جبل صبر والمطل على مدينة تعز، ولذلك تعتبر المديرية متنفساً للعديد من سكان تعز والزائرين للمحافظة. كما أن بعض أجزاء المديرية مهيأ لإقامة العديد من المنشآت السياحية المتميزة.. ومن أهم المزارات ما يُعرف بمزار (الطيب والرميمة)وتوجد فيها عدة قري جميلة جدا 'تتميز بمناظرها الخلابة.
ومن أجمل المناظر الخلابة في مديريه مشرعه وحدنان تبه مسعود وقريه المحرس والقبلة وقريه المسنح وقريه وادي المشارقة والمجدرة جبل الجراديه

## الأنشطة الاقتصادية
يعتمد معظم السكان على عائدات الإنتاج الزراعي وخاصة زراعة القات وتسويقه.. كما أن بعض السكان يعتمدون على عائدات بعض الأنشطة الاقتصادية الصغيرة الأخرى كالتجارة والنقل والمواصلات، بالإضافة إلى أن هناك نسبة من السكان ملتحقون ببعض الوظائف في القطاعين العام والخاص. تعتبر الحالة الاقتصادية لسكان المديرية متوسطة.

## المقومات الاقتصادية للمديرية
أولا - الإنتاج الزراعي:
- الحبوب: من أهم المحاصيل التي يتم إنتاجها في المديرية ومنها الذرة بأنواعها، والشعير.
- الخضروات والفواكه: منعدمة نظراً لصغر المساحة الزراعية.
- البقوليات: يزرع الفول بكميات متوسطة في عدد من عزل المديرية، وتكثر زراعته في عزلة مرعيت.
- القات: يحتل جزءاً كبيراً من المساحات الصالحة للزراعة، وتشكل عائداته مصدراً مهماً لجزء هام من سكان المديرية.

ثانياً - الرعي وتربية الحيوانات: نشاطه محدود من حيث النوع والكم، نظراً لوعورة السطح وشحة الغطاء النباتي وعدم توفر المراعي اللازمة لممارسته.